# مونيكا كوفاتشيس
مونيكا كوفاتشيس (بالمجرية: Kovacsicz Mónika)‏ مواليد 20 نوفمبر 1983 في كومارنو، سلوفاكيا، هي لاعبة كرة يد مجرية تلعب كجناح أيمن. مثلت منتخب المجر لكرة اليد للسيدات. شاركت في دورة الألعاب الأولمبية الصيفية سنة 2008. حققت المركز الثالث في بطولة العالم لكرة اليد للسيدات 2005.

## سجل المنافسة
شاركت في البطولات التالية:
- بطولة العالم لكرة اليد للسيدات 2005
- بطولة العالم لكرة اليد للسيدات 2007
- بطولة العالم لكرة اليد للسيدات 2013
- بطولة العالم لكرة اليد للسيدات 2015
- بطولة أوروبا لكرة اليد للسيدات 2006
- بطولة أوروبا لكرة اليد للسيدات 2008
- بطولة أوروبا لكرة اليد للسيدات 2010
- بطولة أوروبا لكرة اليد للسيدات 2012
- بطولة أوروبا لكرة اليد للسيدات 2014

## الميداليات
| الميدالية | المسابقة                            |
| --------- | ----------------------------------- |
| برونزية   | بطولة العالم لكرة اليد للسيدات 2005 |
| برونزية   | بطولة أوروبا لكرة اليد للسيدات 2012 |

## روابط خارجية
- مونيكا كوفاتشيس على موقع الاتحاد الأوروبي لكرة اليد (الإنجليزية)
- مونيكا كوفاتشيس على موقع أوليمبيديا (الإنجليزية)